# Guccio di Mannaia
Guccio di Mannaia (* 13. Jh. in Siena; † 14. Jahrhundert ebendort) war ein italienischer Goldschmied des Mittelalters.
Sein bekanntestes Werk ist der Kelch, den Papst Nikolaus IV. für die Basilika San Francesco in Assisi in Auftrag gab. Der Kelch gilt als Meisterwerk der Goldschmiedekunst und enthält die ersten existierenden durchscheinenden Emails in der Basse-Taille-Technik.

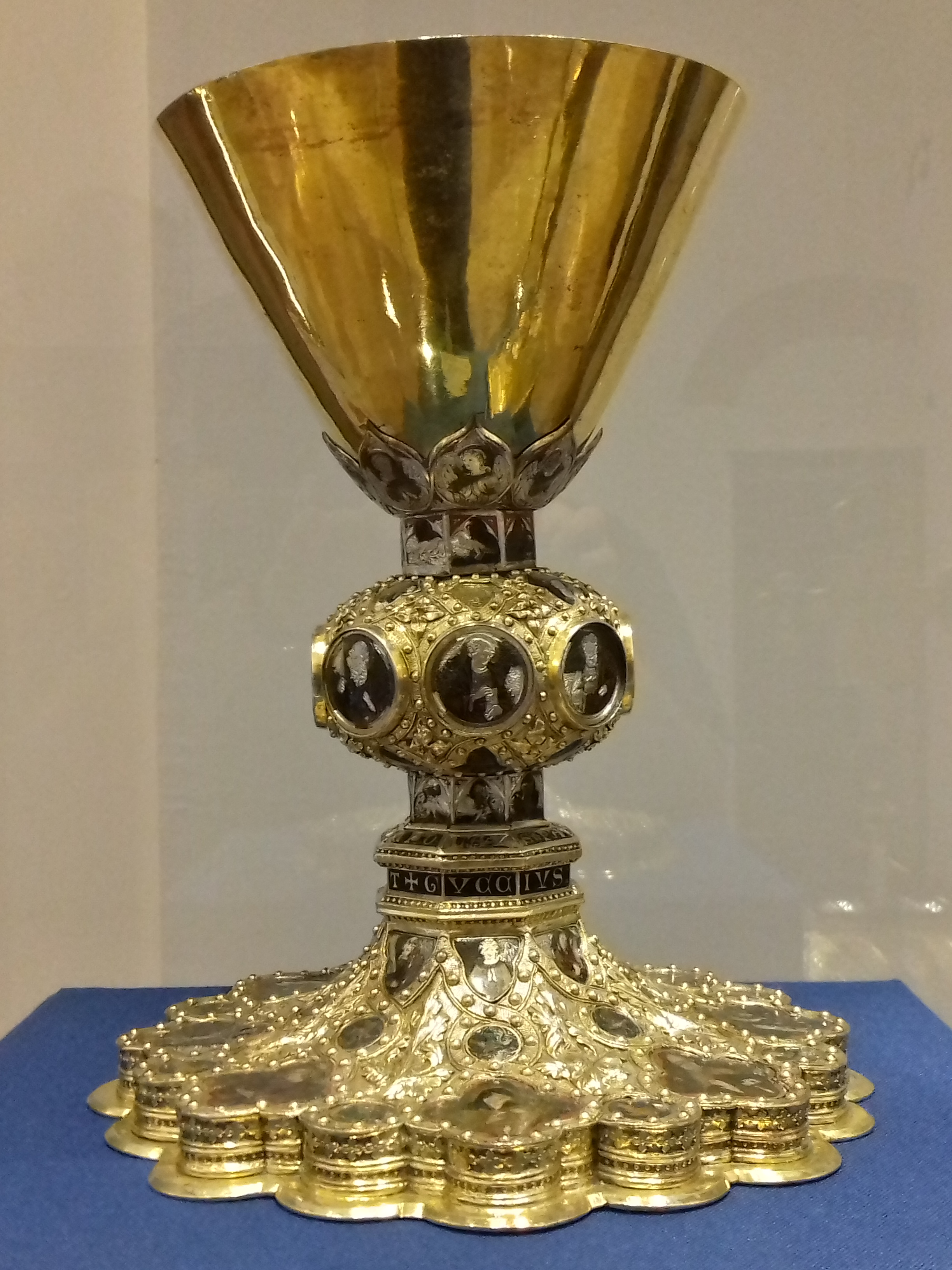

## Leben
Er wird erstmals am 5. Juli 1292 in einer Zahlung für eine notarielle Urkunde erwähnt, in der er als „Guccio Mannaiae aurifici“ bezeichnet wird. Weitere drei Zahlungen für notarielle Urkunden sind am 1. Januar 1294, am 4. September 1298 und am 7. Juli 1318 verzeichnet. Im Jahr 1311 wurde Guccio in die Gilde der Goldschmiede von Siena aufgenommen. Er stand unter dem Einfluss von Pace di Valentino, einem anderen Goldschmied aus Siena, der am päpstlichen Hof tätig war. Sein Bruder (Pino) und seine drei Söhne (Montigiano, Mannaia und Jacopo) waren ebenfalls Goldschmiede. Es ist sicher, dass er bis 1322 tätig war, aber er starb vor 1329.

## Der Kelch
Sein einziges gesichertes Werk ist der Kelch (aus vergoldetem Silber und durchscheinendem Email, 220 mm hoch) im Museo del Tesoro della Basilica di San Francesco in Assisi, der zwischen 1288 und 1292 für Papst Nikolaus IV. angefertigt und dem Heiligen Franz von Assisi geschenkt wurde. Auf dem Fuß des Schafts steht geschrieben: NICCHOLAVS PAPA QUARTVS / GVCCIVS MANAIE DE SENIS FECIT. Der Kelch ist das älteste „Basse-taille“-Beispiel in Europa und liegt 30 Jahre vor dem ersten französischen Exemplar. Der Kelch ist mit 80 Emaillen verziert, von denen zwei fehlen, die vom Sockel bis zum Stiel ein ikonografisches Programm zur Eucharistie bilden. Der Sockel ist mit 32 Plaketten geschmückt, die jeweils von einem Perlenband mit geschmiedeten Blättern eingerahmt sind. Die unterste der vierflügeligen Platten stellt die Kreuzigung und mehrere Halbbüsten der Jungfrau Maria, des Hl. Johannes des Täufers, des Hl. Franziskus, der Hl. Klara, des Hl. Antonius von Padua, der Jungfrau und des Kindes sowie eines Papstes (Nikolaus IV.) dar. Die kleineren Platten stellen Symbole des Evangelisten und verschiedener Tiere dar. Die achtblättrige Knospe hat runde Emailmedaillons mit Christus dem Erlöser und sieben Halbbüsten der Apostel. Der Kelch hatte kein unmittelbares Vorbild und ist technisch nie übertroffen worden. Die fließenden Linien der Emails erinnern an die „Illuminationen“ von Meister Honoré und seinen Lehrlingen auf zeitgenössischen französischen Manuskripten.

## Weitere Werke
Weitere Werke, die ihm aufgrund von Vergleichen mit dem Kelch zugeschrieben werden, befinden sich in Museen in Florenz, Siena, Paris und Berlin.